# Panajótisz Caluhídisz
Panajótisz Caluhídisz (görögül: Véria, Παναγιώτης Τσαλουχίδης; 1963. március 30. –) görög válogatott labdarúgó, középpályás, edző.

## Pályafutása

### Klubcsapatban
1983 és 1988 között a Véria csapatában játszott. 1988 és 1995 között az Olimbiakósz játékosa volt, melynek tagjaként kupát és szuperkupát nyert. 1995 és 1996 között ismét a PAÓK Szalonikiben szerepelt. 1996-tól 2000-ig a Vériát erősítette.  

### A válogatottban
1987 és 1995 között 76 alkalommal szerepelt a görög válogatottban és 16 gólt szerzett. Részt vett az 1994-es világbajnokságon.

## Sikerei, díjai
Olimbiakósz
- Görög kupagyőztes (2): 1989–90, 1991–92
- Görög szuperkupagyőztes (1): 1992

## Külső hivatkozások
- Panajótisz Caluhídisz adatlapja a National-Football-Teams.com oldalon (angolul)

- Panajótisz Caluhídisz (angol nyelven). FootballDatabase.eu
- Panajótisz Caluhídisz (német nyelven). eu-football.info
- Panajótisz Caluhídisz (német nyelven). kicker.de
- Panajótisz Caluhídisz adatlapja a worldfootball.net oldalon (angolul)